# دگوچی اونیسابورو
دگوچی اونیسابورو (انگلیسی: Onisaburo Deguchi؛ ۲۱ اوت ۱۸۷۱ – ۱۹ ژانویه ۱۹۴۸) رهبر مذهبی، و اسپرانتیست اهل ژاپن بود.